# Гориле у магли
Гориле у магли (енгл. Gorillas in the Mist) је биографски пустоловни драмски филм из 1988. године у режији Мајкла Аптеда, а по сценарију Ане Хамилтон Фејлан, по њеној причи и Теба Марфија.
Филм је заснован на деловању Дајан Фоси и новинском чланку Харолда Т. П. Хејса. У њему играју Сигурни Вивер као природњак Дајан Фоси и Брајан Браун као фотограф Боб Кембел. Прича причу о Фоси, која је дошла у Африку да проучава планинске гориле које нестају, а касније о њеној борби да их заштити.

## Радња
Американка Дајан Фоси живи у Централној Африци скоро двадесет година, проучавајући угрожене врсте планинских горила. Године 1985. убијена је под мистериозним околностима у својој истраживачкој станици. Филм прати њену љубав према фотографу Нешонал џиографика Бобу Кембелу и њену борбу да спасе ретку врсту.
Узнемирена уништавањем горила због њихове коже, шапа и глава, Фоси одлази да се жали влади Руанде и одбија даљу сарадњу са њима, али министар владе Мукара (Ваигва Вачира) обећава да ће ангажовати тим за борбу против криволова. Фосина фрустрација долази до врхунца када Дијит, њену омиљену горилу, криволовци обезглаве. Она предводи бројне патроле против криволова, спаљује села криволоваца, па чак и ствара лажно погубљење једног од криминалаца. Сембагар изражава забринутост због Фосиног противљења новонасталој туристичкој индустрији, али ноншалантно одбацује његову забринутост.
Дана 27. децембра 1985. године, Дајан Фоси је убијена у својој спаваћој соби од стране неидентификованог нападача. На сахрани којој су присуствовали Сембагар, Кар и други сарадници, она је сахрањена на истом гробљу где су сахрањени Дијит и друге гориле. Сембагар симболично веже гробове Фоси и Дијита камењем као знак да су њихове душе заједно.
Заслуге за филм објашњавају да су Фосине акције помогле да се гориле спасу од изумирања, док њена смрт остаје мистерија.